# شادلو
شادلو یکی از ایلات کرد است که همزمان با چمشگزک از جنوب قفقاز به آذربایجان و از آنجا به خوار ورامین و بعد به خراسان انتقال یافته است. مرکز اولیه آنها در قفقاز شهرهای دوین و چخور سعد و بوجنگرد و گنجه ایروان و قره باغ بوده که امروزه شهرستان وسیع بجنورد خراسان است که حدود چهار صدو پنجاه روستا را در بر می‌گیرد. کسروی اشاره می‌کند که کردهای شادی تیره‌ای از ایل بزرگ کردان روادی هستند. به گفته ابن اثیر در قرنهای قبل ازاسلام ایلی از کردان به نام روادی در ارمنستان درنزدیکی‌های دوین نشیمن داشتند که یکی از بهترین تیره کردان بودند. شدادیان نیز تیره‌ای از این ایل بودند به همین جهت آنها را روادی خوانده‌اند. به نوشته ابن خلکان کردان روادی در بیرون شهر دوین پایتخت کهنه ارمنستان نشیمن داشتند شدادیان را هم باید گفت از آنجا برخاسته‌اند.
معروف‌ترین شهریاران خاندان شدادی فضلون نخستین پسر محمد است که چهل هشت سال حکومت راند جنگهای بسیار با ارمنیان و گرجیان و دیگران کرد و بر ارمنستان دست یافته سیصد هزار درم باج بر ارمنستان گذاشت. ایل شادی ایوبی روادی همذانی و شدادی همگی در اصل یکی بوده‌اند و به مرور زمان تیره تیره شده و هر تیره به نام یکی از بزرگان آن خاندان منسوب شده است. چنان‌که یک دسته از آنان که تحت فرمان شادی بن مروان کوتوال قلعه تکریت بودند و بعد به سوریه و مصر رفته و سلسله ایوبی را تشکیل دادند.